# Lille Lyngby
Lille Lyngby is een gehucht in de Deense regio Hovedstaden, gemeente Hillerød, en telt minder dan 200 inwoners. Het ligt aan het meer Arresø.